# İstinye
İstinye è una mahalle della municipalità e del distretto di Sarıyer, nella provincia di Istanbul, in Turchia.

## Ubicazione
İstinye si trova sul lato europeo della città, tra le mahalle di Emirgan e Yeniköy, sulla sponda nord-occidentale dello stretto del Bosforo.

## Storia
Nell'antichità classica era il sito di una città chiamata Lasthenes, che fu poi rinominata Leosthenion (in greco Λεωσθένιον?), corrotto in Sosthenion (in greco Σωσθένιον?) durante il Medioevo. Questo nome deriva dalle parole saos/sos (sicuro) e Sthenion (il luogo dei potenti - Atena) e significa “la baia sicura della potente dea Atena”. Questo nome è stato dato per la sicurezza della baia di Istinye.
Durante il periodo bizantino, Istinye era chiamata Stenos o Stenia. Si pensa che il nome moderno İstinye derivi da questa parola, dato che Stenia è il più vicino tra i nomi antichi al nome moderno İstinye. Secondo un'altra leggenda, un ecclesiastico di nome Eskiye viveva nel quartiere e vi costruì un tempio, per cui il nome del quartiere divenne İstinye.
Il villaggio era il sito del Michaelion, una famosa chiesa e monastero dedicato a San Michele in epoca bizantina.

## Economia
Dal 1995, la sede della Borsa di Istanbul si trova a İstinye.
Inoltre, il quartiere si trova nelle immediate vicinanze di uno dei più recenti centri commerciali di Istanbul, İstinye Park, inaugurato nel 2007. Istinye Park si rivolge al gruppo di consumatori di fascia alta ed è dedicato principalmente ai marchi di moda famosi in tutto il mondo.

## Monumenti e luoghi di interesse
- Michaelion
- Borsa di Istanbul
- İstinye Park